# 多萝西·钱德勒大厅

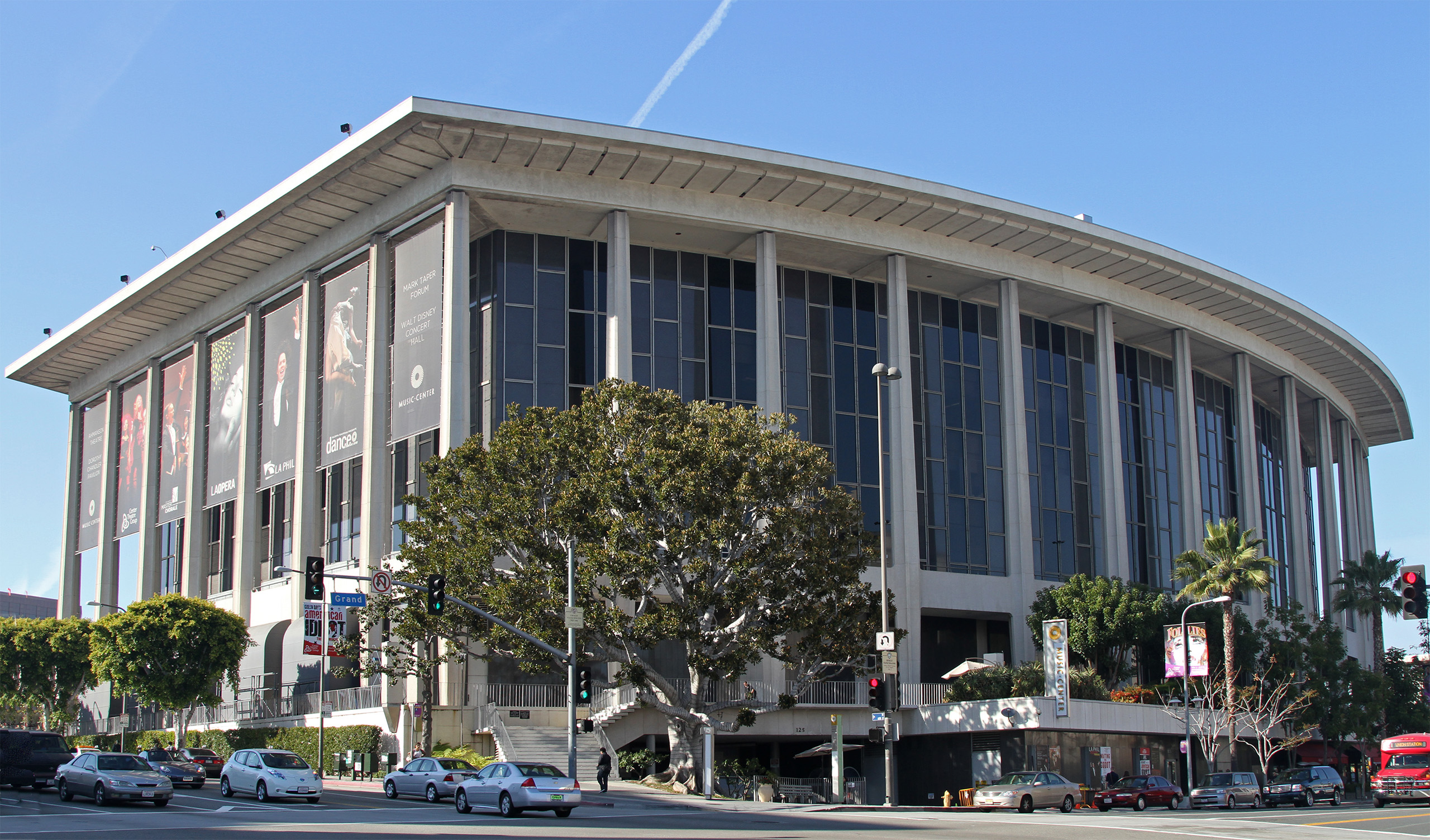
多萝西·钱德勒大厅外观

多萝西·钱德勒大厅（英語：Dorothy Chandler Pavilion）是位于美国加利福尼亚州的洛杉矶音乐中心的第一座也是最大的一座大型剧院，现是洛杉矶歌剧院和考夫曼舞蹈表演中心（洛杉矶）的驻地。在華特·迪士尼音樂廳未建成时，曾作为洛杉矶爱乐乐团和洛杉矶大师合唱团的演出基地。该剧院由美国现代建筑师韦尔顿·贝克特设计并建于1964年，曾在1969年至1999年期间为奥斯卡金像奖举办了20多次颁奖典礼。

## 历史

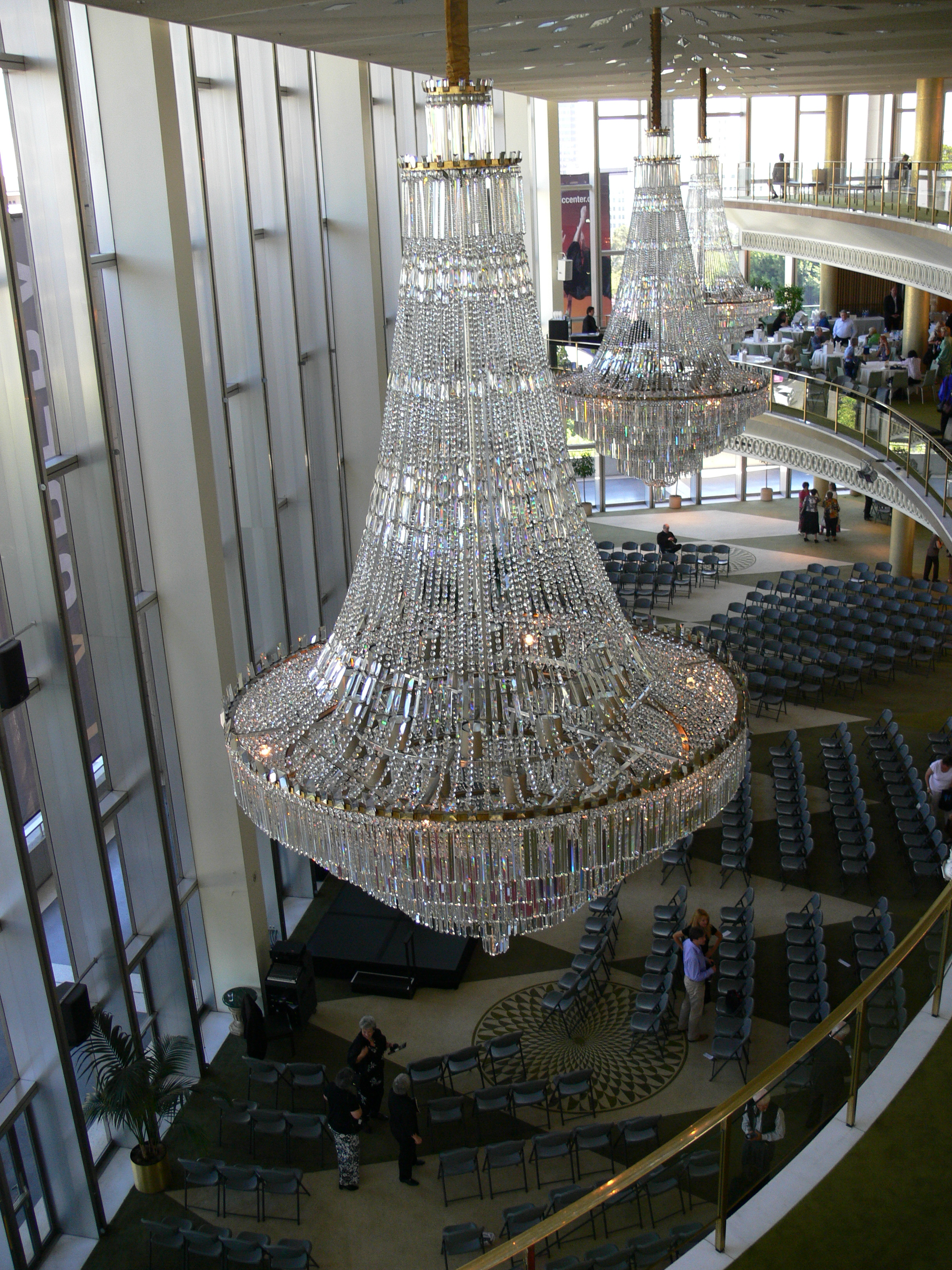
悬于屋顶的三盏巨型枝形吊灯

该剧院以活跃在20世纪的洛杉矶文化倡导者多萝西·布富姆·钱德勒的名字命名。在1950年代末至1960年代初，钱德勒夫人说服政治和商业领袖注资为洛杉矶建设一个大型且全面的表演艺术设施。剧院建设始于1962年3月9日，并在两年半后于1964年9月27日竣工。该剧院首次运营于1964年12月6日，由指挥家祖賓·梅塔指挥洛杉矶爱乐乐团演奏《维也纳爱乐号角曲》。
1965年11月5日，旧金山歌剧院开始在洛杉矶音乐中心为期三周的，共有21场由14部作品组成的歌剧演出。1967年11月17日，西班牙男高音普拉西多·多明哥在多萝西·钱德勒大厅首演了三幕歌剧《唐·罗德里戈》。纽约市歌剧院于1967年在该剧场进行，包括《蝴蝶夫人》和《茶花女》的定期巡演。1986年10月7日，多明哥首演了威尔第的《奧泰羅》。2002年3月24日，奥斯卡金像奖将其颁奖典礼的选址从多萝西·钱德勒大厅移至杜比劇院。2003年5月25日，洛杉矶爱乐乐团在该剧院以常驻地的身份进行了最后一次的演出。

## 建筑结构

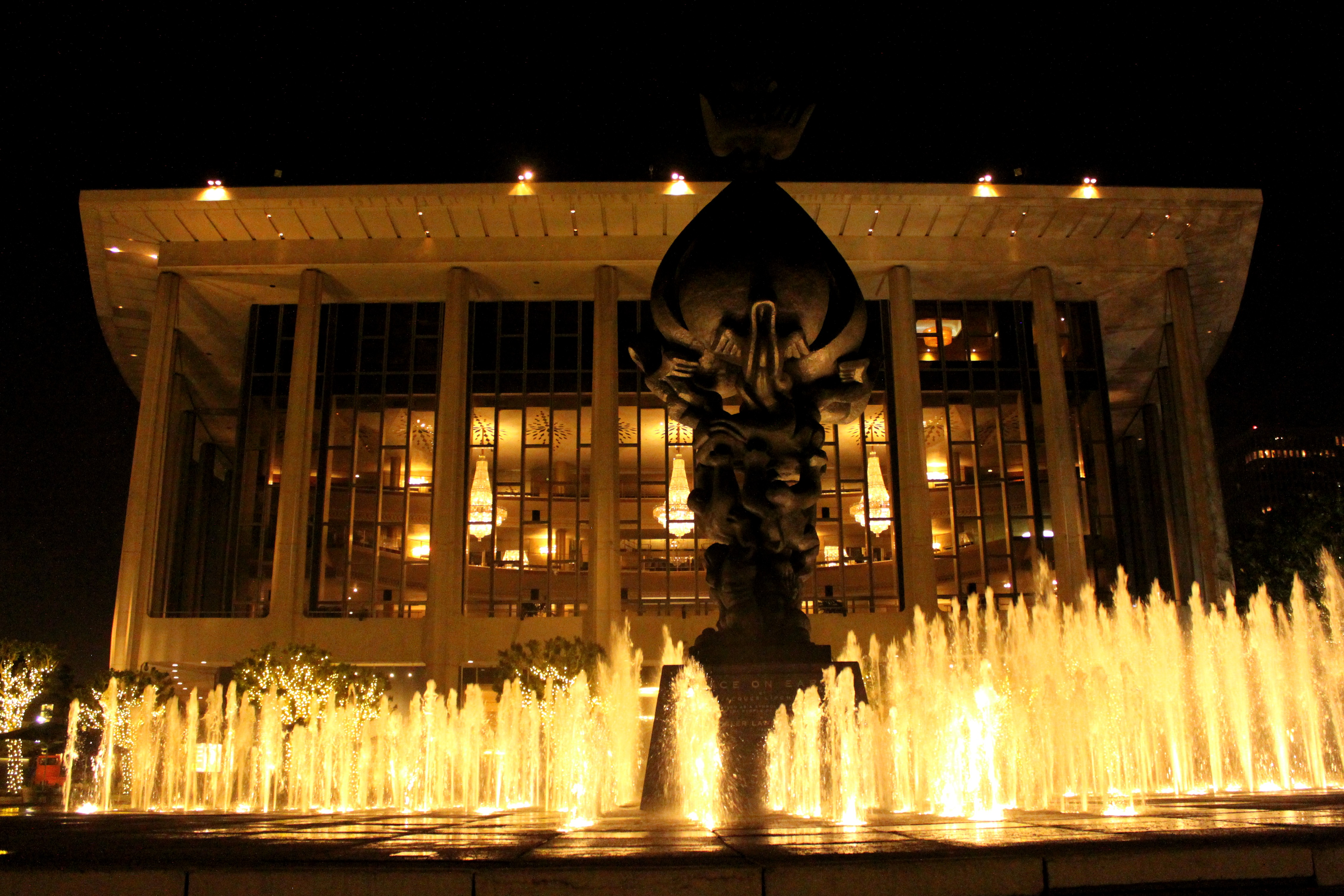
晚间灯火辉煌的剧院入口处

多萝西·钱德勒大厅坐落于洛杉矶的邦克山上，是洛杉矶城市中的文化圣殿。多萝西·钱德勒大厅的外观总体是一个巨大呈弧线型的由白色大理石和花岗岩制成的建筑结构，在外观上呈现出古典的元素，以其独特风格化的立柱，悬垂的平屋顶和玻璃幕墙包裹着这个宏大的建筑群。该剧院拥有五层可容纳共3197个座位的主演厅，以及来自17世纪的壁毯，其中一块吊在主舞台上的幕便有3000磅重。该剧院还因其奢华的78个水晶吊灯而闻名，其中有三个令人惊叹的巨大枝形吊灯，每个吊灯都由24000个来自慕尼黑的手工抛光水晶制成。
多萝西·钱德勒大厅的入口处由雕塑艺术家雅克·利普希茨设计的被称为“世界和平”的长29英尺的铜制雕像和环绕其中的四个方形喷泉所包围，该雕像于2018年向西北方向被移动了100英尺。在晚间灯火交相辉映，配合着正对“大公园”中的亚瑟·J·威尔纪念喷泉（Arthur J. Will Memorial Fountain），可以欣赏到洛杉矶市政厅的美丽夜景。